# Cyrill Ramkisor
Cyrill Bisoendat Ramkisor of Ramkisoor (19 november 1933 – Paramaribo, 25 maart 2025) was een Surinaams politicus en diplomaat. Begin jaren 1970 en medio jaren 1980 was hij minister en van 1988 tot 1994 was hij de Surinaamse ambassadeur in Nederland.

## Biografie
Ramkisor studeerde weg- en waterbouwkunde in Delft. Bij terugkeer in Suriname trad hij in dienst van het ministerie van Openbare Werken en Verkeer. Sedert 1965 was hij belast met de leiding van de afdeling Drinkwatervoorziening in de districten.  
Hij werd in het kabinet-Sedney (1969-1973) namens de VHP minister van Districtsbestuur en Decentralisatie wat in januari 1970 een zelfstandig ministerie werd. Hier bleef hij aan tot 1973. Gedurende 1985 tot 1986 was hij minister van Openbare Werken, Telecommunicatie en Bouwnijverheid in het kabinet-Udenhout II.
Na de verkiezingen van 1987, de eerste vrije verkiezingen sinds het militaire regime (1980-1987), werd Ramkisor in 1988 Surinaams ambassadeur in Nederland. Hier bleef hij aan tot 1994. Sinds het vertrek van Henk Heidweiller in 1985 was er geen ambassadeur meer geweest. Vanaf het moment dat de zaakgelastigde Carlo Spier begin 1987 was teruggeroepen was de derde secretaris de hoogste functionaris in de ambassade geweest. Ramkisor werd opgevolgd door Evert Azimullah.
Ramkisor overleed op 25 maart 2025 in het Academisch Ziekenhuis Paramaribo. Hij is 91 jaar oud geworden.